# 江苏龙肯帝亚篮球俱乐部
江苏龙肯帝亚篮球俱乐部（简称江苏龙，或称赞助商名字苏州肯帝亚；由于冠名的关系，这支队伍曾被称作江苏大业，江苏大华，江苏南钢，江苏德玛斯特，江苏国信地产，江苏中天钢铁，江苏肯帝亚）是中国篮球职业联赛的一支球队。球队主场设于江苏省苏州市、常州市，自1995年建队起在中国篮球职业联赛中排名起起落落，发挥不稳，有媒体称之为最容易爆冷门的球队。
球队拥有多名中国国家队球员，已退役的胡卫东和张成都是出自江苏队，现在的江苏龙队的前锋易立是球队的当家球员，其在联赛中有很强的统治力。另外球队中的后卫胡雪峰也是非常出色的球员拥有较强的个人能力和组织意识，多次获得联赛的助攻王和抢断王，也是联赛历史上抢断总数的纪录保持者，易立则是2005-2006赛季联赛的的最佳新秀。
江苏龙曾于2004-2005赛季闯入CBA总决赛，但在最后一场负于广东宏远，获得亚军。
2023年4月17日，因江苏龙在2023年CBA季后赛存在消极比赛，中国篮协決定取消2022-2023赛季比赛名次和参赛资格，对江苏队主教练李楠自处罚决定作出之日起3年内，中止其教练员注册资格；同时被核减经费人民币500万元，其总经理也被限制从事与篮球相关的活动。

## 现役球员
注释：国旗表示球员在FIBA认证赛事中的国家队资格。球员可能拥有其它非FIBA国籍。

## 曾效力之著名球员

### 退役球衣
- 胡雪峰（55号，1999-2017）

### 其他
- 胡卫东（1985-2005）
- 唐正东（1998-2011）
- 克里斯·安德森（1999-2000）
- 克里斯·赫伦（2003-2004）
- 易立（2002-2020）
- 托尼·道格拉斯（2014-2015）
- 羅意庭 (2014-2015)
- 潘宁（2015-2016）
- 格雷格·奥登（2015-2016）
- 马尚·布鲁克斯（2015-2018）
- 陈磊（2015-2018）

## 历年主教练
| 姓名                          | 执教赛季/年份/日期 | 备注 |
| 易德华                        | 1995年-1996年 | |
| 夏鸿发                        | 1996年-1998年 | |
| 李长山                        | 1998年-1999年 | |
| 徐强                          | 1999年-2002年 | |
| 陈孝准                        | 2002年-2003年 | |
| 邱大宗                        | 2003年-2004年 | |
| 胡卫东                        | 2004年-2008年 | |
| 徐强 (执行教练）              | 2004年-2005年 | |
| 杰森·拉伯蒂奥                 | 2008年-2010年 | |
| 徐强                          | 2010年-2011年 | |
| 李长山 (代理主教练）          | 2011年1月26日、2011年1月28日 | |
| 胡卫东                        | 2011年-2012年 | |
| 邱大宗                        | 2012年-2013年 | |
| 胡雪峰                        | 2013年-2017年 | |
| 埃内斯特·莱登（执行主教练）   | 2013年-2014年 | |
| 弗拉蒂斯（执行主教练）        | 2014年-2015年 | |
| 梅米·贝西诺维奇（执行主教练） | 2015年-2017年 | |
| 梅米·贝西诺维奇               | 2017年-2020年 | |
| 徐强（代理主教练）            | 2017年7月6日、2019年11月8日第四节到比赛结束、2019年11月10日、2019年11月29日、2020年1月1日第三节到比赛结束、2020年1月3日、2020年1月5日、2020年7月13日、2020年7月15日 | 1. 在主教练梅米·贝西诺维奇在第四节被驱逐的时候, 成为代理主教练。（2019年11月8日） 2. 在主教练梅米·贝西诺维奇被停赛的时候, 成为代理主教练。（2019年11月10日） 3. 在主教练梅米·贝西诺维奇因为技术犯规累计六次被自动停赛一场的时候，成为代理主教练。（2019年11月29日） 4. 在主教练梅米·贝西诺维奇在第三节被驱逐的时候, 成为代理主教练。（2020年1月1日） 5. 在主教练梅米·贝西诺维奇被停赛的时候, 成为代理主教练。（2020年1月3日） 6. 在主教练梅米·贝西诺维奇被停赛的时候, 成为代理主教练。（2020年1月5日） 7. 在主教练梅米·贝西诺维奇因为技术犯规累计九次被自动停赛两场的时候，成为代理主教练。（2020年7月13日和2020年7月15日） |
| 李楠                          | 2020年-2023年5月17日 | |
| 易立                          | 2023年5月17日- | |
| 西蒙·彼得罗夫（代理主教练）   | 2024年11月15日 | 1. 在主教练易立指导在第四节被驱逐的时候，成为比赛代理主教练。(2024年11月15日） |
| 西蒙·彼得罗夫（代理主教练）   | 2024年12月29日 | |

## 历年成绩
| 赛季        | 排名     |
| ----------- | -------- |
| 2024/25赛季 | 第20名   |
| 2023/24赛季 | 第18名   |
| 2022/23赛季 | 取消資格 |
| 2021/22赛季 | 第18名   |
| 2020/21赛季 | 第19名   |
| 2019/20赛季 | 第15名   |
| 2018/19赛季 | 第9名    |
| 2017/18赛季 | 第5名    |
| 2016/17赛季 | 第10名   |
| 2015/16赛季 | 第11名   |
| 2014/15赛季 | 第14名   |
| 2013/14赛季 | 第11名   |
| 2012/13赛季 | 第12名   |
| 2011/12赛季 | 第17名   |
| 2010/11赛季 | 第4名    |
| 2009/10赛季 | 第6名    |
| 2008/09赛季 | 季军     |
| 2007/08赛季 | 季军     |
| 2006/07赛季 | 季军     |
| 2005/06赛季 | 第4名    |
| 2004/05赛季 | 亚军     |
| 2003/04赛季 | 季军     |
| 2002/03赛季 | 第9名    |
| 2001/02赛季 | 第9名    |
| 1999/00赛季 | 第8名    |
| 1998/99赛季 | 第10名   |
| 1997/98赛季 | 第7名    |
| 1996/97赛季 | 第7名    |

## 球队名称列表
| 赛季       | 名称列表 |
| ---------- | --- |
| 1995年至今 | 1.江苏 2.江苏队 3.江苏男篮 4.江苏诚仪 5.江苏大业 6.江苏南钢龙 7.江苏同曦 8.江苏大华 9.江苏南钢德玛斯特 10.江苏国信地产 11.江苏中天钢铁 12.江苏肯帝亚 13.苏州肯帝亚 14.苏州 15.肯帝亚 16.江苏龙肯帝亚篮球俱乐部 17.江苏龙 |

## 球队冠名
| 赛季 | 俱乐部名 | 拥有者 | 冠名 | 赞助商 | 备注 |
| ---- | -------- | ------ | ---- | ------ | ---- |

## 球队夏季联赛比赛成绩
| 年份 | 比赛名字 | 比赛地方 | 比赛日期 | 成绩 | 备注 |
| ---- | -------- | -------- | -------- | ---- | ---- |

## 球队季前赛比赛成绩
| 年份 | 比赛名字 | 比赛地方 | 比赛日期 | 成绩 | 备注 |
| ---- | -------- | -------- | -------- | ---- | ---- |

## 球队热身赛比赛成绩
| 年份 | 比赛名字 | 比赛地方 | 比赛日期 | 成绩 | 备注 |
| ---- | -------- | -------- | -------- | ---- | ---- |

## 球队其他比赛成绩
| 年份   | 比赛名字                                             | 比赛地方       | 比赛日期         | 成绩   | 备注 |
| ------ | ---------------------------------------------------- | -------------- | ---------------- | ------ | ---- |
| 2023年 | 2023“巅峰对决·约定东区”CBA男子篮球邀请赛（攀枝花站） | 攀枝花市体育馆 | 9月19日至9月21日 | 第二名 |      |